# Zilveren schijnpluimpje
Het zilveren schijnpluimpje (Stemonitopsis typhina) is een slijmzwam die behoort tot de familie Stemonitidaceae. De soort werd in 1975 beschreven door Elly Nannenga-Bremekamp.

## Macroscopische kenmerken
Het vruchtlichaam wordt tussen de 1,7 en de 2,5 (- 3,8) mm lang, en heeft een cilindrische vorm, met een afgebolde top. Aanvankelijk, als het vruchtlichaam zich pas ontwikkeld heeft, zijn de steel en de slijmlaag niet te onderscheiden. Het vruchtlichaam bestaat dan uit een volledig witte slijmachtige structuur. Later wordt de witte slijmlaag omhoog geheven en wordt de grijsachtige steel zichtbaar (hierbij haalt het een maximale lengte van 3,8 mm). Daarna wordt de slijmlaag eerst lichtroze, vervolgens rood, lilla-bruin en ten slotte donkerbruin.

## Microscopische kenmerken
De sporen hebben een zwarte kleur, zijn rondvorming met een diameter van 7 - 8,5 µm. De sporen zijn sterk geribbeld in een net-achtig patroon.

## Voorkomen
De soort komt voor in loofbossen op alle continenten. Het zilveren schijnpluimpje is saprotroof: hij groeit op vochtig dood hout. Het vruchtlichaam is te vinden tussen juni en november, met een piek in september.

## Foto's

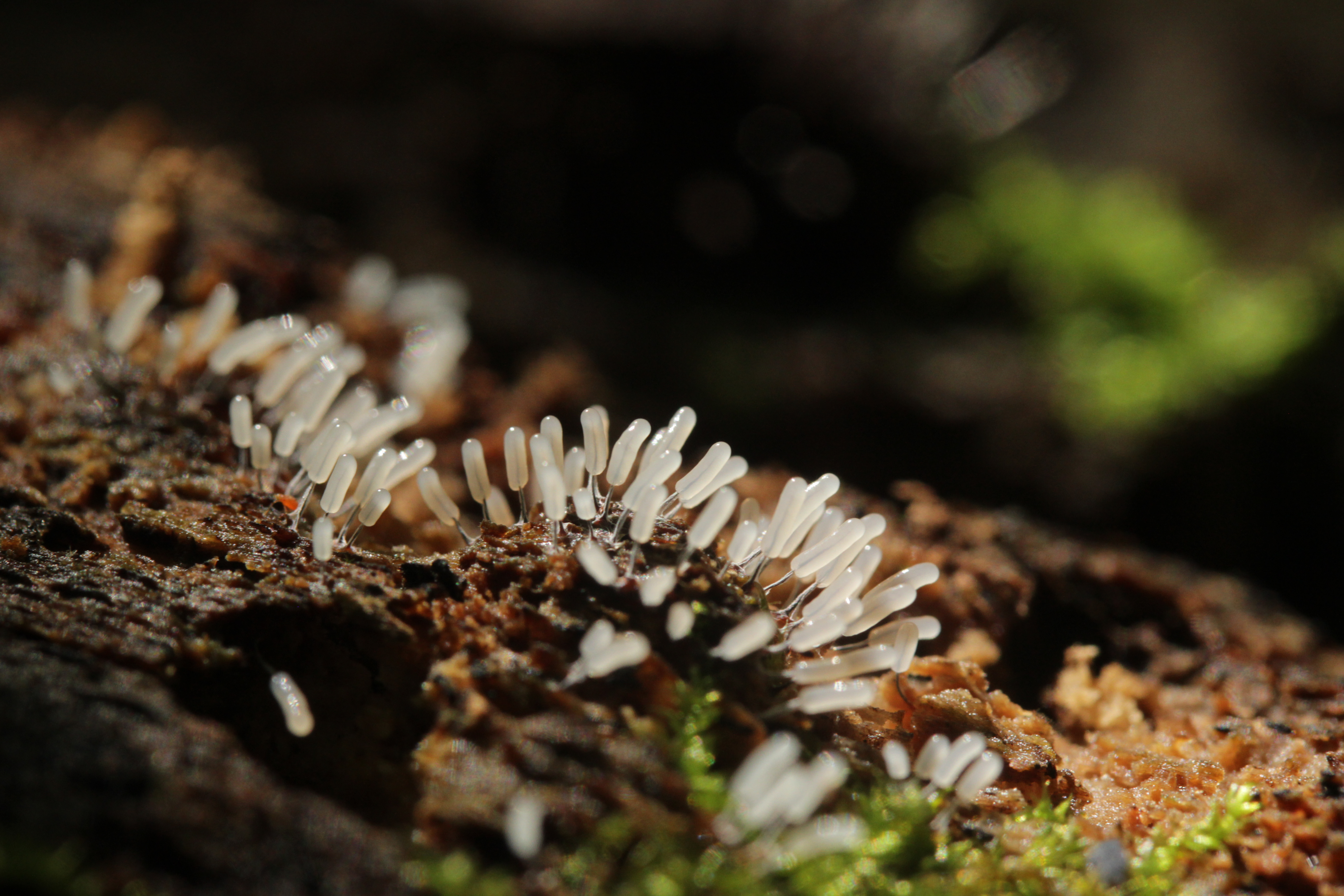
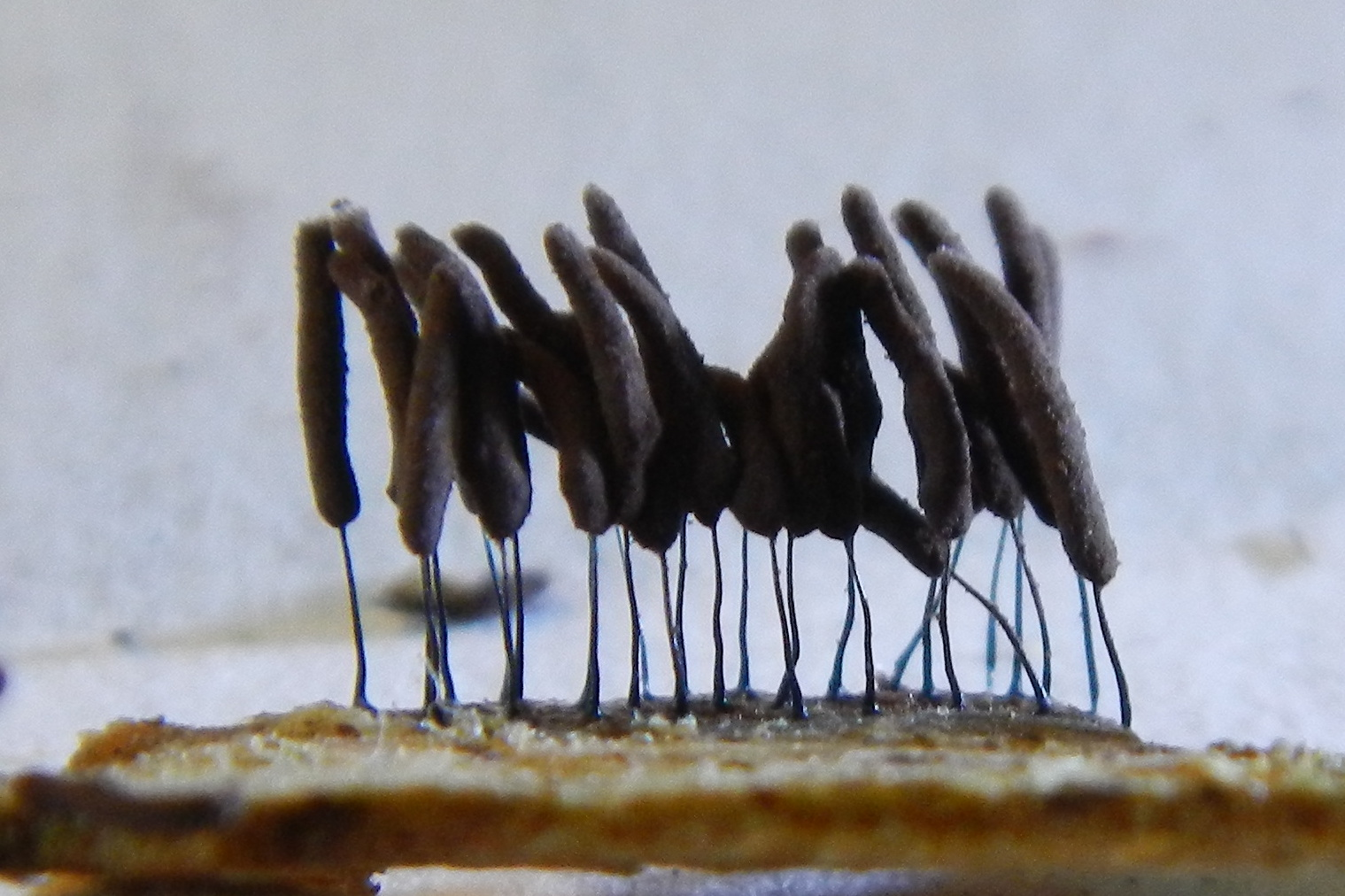